# Kokaleane, Sofia-capitala
Kokaleane (în bulgară Кокаляне) este un sat în comuna Stolicina, regiunea Sofia-capitala,  Bulgaria. 

## Demografie
Componența etnică a satului Kokaleane
     Bulgari (82,68%)
     Nicio identificare (16,07%)
     Altele (1,85%)
La recensământul din 2011, populația satului Kokaleane era de 1.941 locuitori. Din punct de vedere etnic, majoritatea locuitorilor (82,68%) erau bulgari. Pentru 16,07% din locuitori nu este cunoscută apartenența etnică.